# Planimetria
Planimetria é a representação em um plano de algum espaço, tais como: grupos de edifícios, máquinas ou objetos.
Os pontos medidos são projetados sobre uma superfície horizontal de referência; levantamento dos limites e confrontações de uma propriedade, pela determinação do seu perímetro, incluindo quando for o caso, o alinhamento da via ou logradouro com o qual faça a frente, bem como sua orientação e sua posição relativa (amarração) a pontos materializados e estáveis do terreno.

## Geografia
Elementos planimétricos em geografia são aqueles que são independentes da elevação, como estradas, construção de pegadas e rios e lagos. Eles são representados em mapas bidimensionais como eles são vistos do ar, ou na fotografia aérea. Esses recursos geralmente são digitalizados de ortorretificado fotografia aérea em camadas de dados que podem ser usadas em análises e saídas cartográficas.
Representações planimétricas veja sua aplicação:
- na arquitetura em que são projetadas e planejadas unidades (residenciais, de escritórios, comerciais), edifícios, bairros, com as edificações em relação ao ambiente envolvente;
- em arqueologia que identifica as áreas de achados arqueológicos (mapas arqueológicos) ;
- na astronomia representa o mapa da esfera celeste e suas partes individuais no plano;
- em desenho industrial para a criação de objetos, móveis , etc.
- em geofísica e geologia onde na primeira são delimitadas e analisadas em mapas as características terrestres, sismicidade, magnetismo, vulcanologia e na segunda as tipologias das camadas de solo das diversas áreas;
- em geografia para reprodução em mapas listados de distritos, províncias, regiões, etc.;
- em engenharia para definição de estruturas de edifícios , estradas, pontes, etc.;
- em mecânica para representação planimétrica de máquinas e ferramentas de diversos tipos;
- na topografia onde se estuda o desenvolvimento do terreno e se estimam as suas medidas (planos cadastrais) ;
- no planeamento urbano, em que se definem os destinos dos vários territórios e se desenha o ambiente construído ;

O desenho plano do espaço ou da superfície irregular de um território, de um edifício ou de um objeto, permite-nos avaliar as suas dimensões em comparação com outros elementos e, portanto, determinar a sua dimensão. Conectado a outras representações de seção e elevação , especificamente em objetos menores, também torna o volume mensurável.